# Chris Garneau
Chris Garneau (Boston, Massachusetts, 5 de noviembre de 1982) es un músico y cantautor estadounidense. Su música combina elementos del folk estadounidense, pop barroco, y de la carnival music. Desde que se estrenara su primer álbum, Music for Tourists el cual gozó de un notable éxito en la escena Indie neoyorquina, su música se ha hecho un hueco en los mercados discográficos de Estados Unidos, Canadá, Brasil, Europa y Asia. 
Garneau cita como influencias a Jeff Buckley, Nina Simone, Nico and Chan Marshall. Su segundo álbum de estudio, el cual contó con un éxito comercial muy superior a su predecesor se titula El Radio y se estrenó el 7 de julio de 2009. Actualmente, Garneau ha trasladado su domicilio desde el distrito de Brooklyn, Nueva York a una zona tranquila al norte del estado homónimo para sumergirse en la composición de su tercer álbum, el cual editará de forma independiente y entró en proceso de producción durante el mes de septiembre de 2012.

## Primeros años
Garneau nació en Boston, Massachusetts, si bien durante su infancia su familia se mudó a París y más tarde a Nueva Jersey antes de instalarse definitivamente en Nueva York. Garneau descubrió su pasión por la música a muy temprana edad mientras aprendía a tocar el piano. Además sus vivencias durante la infancia influenciarían enormemente la simbología y la temática de su música. Cuestiones como la soledad, la definición de la sexualidad y la indefensión de los menores ante los abusos sexuales aparecen de forma constante en su obra. Tras el instituto, asistió brevemente a la Universidad de Berkley en Boston, si bien abandonó sus estudios superiores para trasladarte a Brooklyn. allí comenzó a componer y a ofrecer conciertos en vivo en clubes de pequeño aforo en el East Village y el Lower East Side de Manhattan como el CBGB's Gallery y el Living Room.

## Carrera musical
Finalmente, Garneau firmó su primer contrato con el sello discográfico californiano Absolutely Kosher Records. El contrato le fue ofrecido por mediación de Jamie Stewart y Caralee McElroy de Xiu Xiu; de este modo, Garneau estrenó su primer trabajo Music for Tourists en octubre de 2006 y en iTunes en enero de 2007. En marzo de 2007 grabó una actuación en vídeo dirigida por Vincent Moon. Su segundo proyecto, un EP con el título "C-Sides", sería estrenado en diciembre de 2007.
La banda sonora de la cuarta temporada de la serie de televisión Anatomía de Grey incluye temas de Garneau.  En el episodio "Love/Addiction" se incluye su canción "Castle-Time," mientras que en el episodio "Forever Young" aparece el corte "Black and Blue." Asimismo, en el primer episodio de la serie Private Practice, aparece su tema "Sad News."
Garneau ha aperecido también en el programa de televisión Logo's NewNowNext Music en el cual habló sobre su álbum Music for Tourists y el vídeo del sencillo "Relief".
En 2011, la versión que realizó del tema de Elliott Smith "Between the Bars" fue incluida en la película de Pedro Álmodovar La piel que habito. Ese mismo año, la agencia Shackleton incluyó en la campaña publicitaria Haz lo que quieras de Loterías para su sorteo de Euromillones, incluyó en su anuncio para televisión el corte Fireflies gozando de una gran aceptación en España e incrementando la notoriedad de Garneau sustancialmente. 
Garneau ha estado colaborando además en un proyecto musical aún sin nombre definitivo con Caralee McElroy.

## Discografía
- Music for Tourists (2006)
- C-Sides EP (2007)
- El Radio (2009)